# Ba Đồ Lỗ

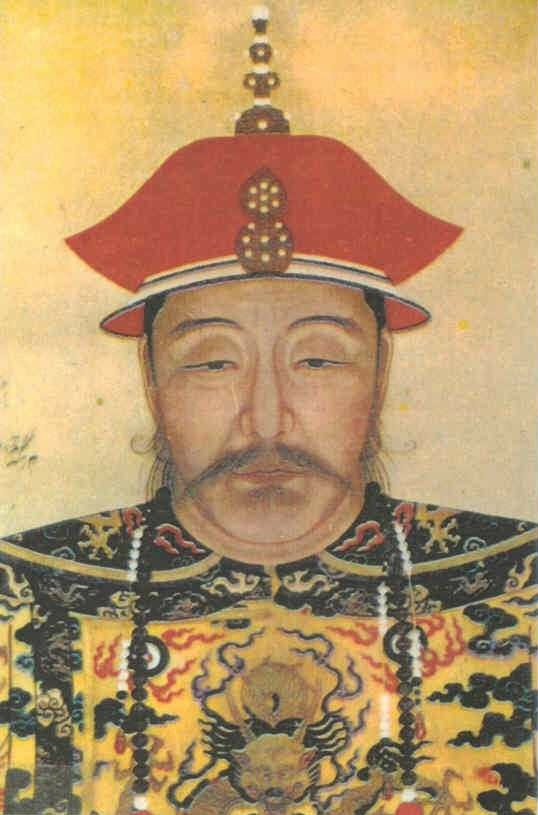
Đại hãn Nỗ Nhĩ Cáp Xích một Ba Đồ Lỗ của người Mãn Châu

Ba Đồ Lỗ (tiếng Mãn Châu: , phiên âm: Baturu, chữ Hán: 巴图鲁) là một danh hiệu vinh dự của người Mãn Châu vào thời nhà Thanh trong lịch sử Trung Quốc. Ba Đồ Lỗ là danh hiệu dành cho những tướng lĩnh và những binh sĩ chiến đấu dũng cảm, can trường và thiện chiến trong chiến trường hay trong những trận đánh, các cuộc đọ sức.
Trong tiếng Mãn Châu, Ba Đồ Lỗ có nghĩa là Dũng sĩ hay Dũng sĩ Mãn Châu/Nữ Chân hay Dũng sĩ của Bát Kỳ (Mãn Kỳ dũng sĩ) dùng để chỉ về những chiến binh dũng cảm. Ba Đồ Lỗ bắt nguồn từ tiếng Mông Cổ là Bạt Đô (Batu hay Baγatur) cũng có nghĩa tương tự là Dũng sĩ. Đây là sự ảnh hưởng văn hóa tương đồng giữa hai dân tộc du mục ở phía bắc Trung Quốc. Batu hay Baturu có phát âm tương đồng với Babur/babr/Bābur (بابر) hay Ba-lưa (Бар), tiếng Mông Cổ có nghĩa là Hổ.
Vào lúc bắt đầu của triều đại nhà Thanh, chỉ có người Mãn Châu và người Mông Cổ mới được đặc cách có đủ điều kiện để nhận danh hiệu Ba Đồ Lỗ. Trong giai đoạn cai trị của Hoàng đế Gia Khánh tức hơn 100 năm sau khi triều đại của người Mãn Châu được thành lập trên lãnh địa Trung Quốc, các nhà Vương giả Mãn Châu mới bắt đầu công nhận danh hiệu này cho một số binh sĩ có nguồn gốc là người Hán. Kể từ khi giai đoạn Hoàng đế Hàm Phong những người không tham gia chiến trận hay những người nước ngoài (như trong đội quân đánh thuê Thường Thắng quân) cũng bắt đầu có cơ hội để triều đình xem xét công nhận danh hiệu Ba Đồ Lỗ.